# Eric Staal
Eric Staal (Thunder Bay, 29 ottobre 1984) è un hockeista su ghiaccio canadese professionista che gioca nel ruolo di centro. Attualmente gioca nella National Hockey League con la squadra dei Minnesota Wild; dal 2010 è membro del Triple Gold Club. Eric è il fratello di Jordan Staal (Carolina Hurricanes), Marc Staal (New York Rangers) e Jared Staal (Charlotte Checkers).

## Palmarès

### Club
- Stanley Cup: 1

Carolina: 2005-2006

### Nazionale
- Giochi olimpici: 1

Vancouver 2010
- Campionato mondiale di hockey su ghiaccio: 1

Russia 2007